# 居石正和
Wikipedia:修正依頼
Wikipedia:加筆依頼
居石 正和（おりいし まさかず、1954年 - ）は、日本の歴史学者。島根大学名誉教授、広島修道大学教授。専門は日本法制史。博士(法学)。

## 人物
法制史研究の第一人者。大学において基礎法学を教授する傍ら、松江市史編纂事業に参加。主に、近現代詩編の編纂・執筆のための作業を行ってきた。2010年に大阪大学より法学博士の学位を授与される。2019年3月に30年近くにわたって所属していた島根大学を定年退官し、4月より広島修道大学において引き続き研究を行う。

## 略歴
- 1954年 - 香川県高松市出身
- 1978年 - 同志社大学法学部卒業
- 1988年 - 同志社大学大学院法学研究科博士後期課程単位取得退学
- 1990年 - 島根大学法文学部助教授
- 1998年 - 島根大学法文学部教授
- 2010年 - 大阪大学より、博士（法学）の学位を授与される。学位論文は『府県制成立過程の研究』[1]。
- 2019年 - 島根大学名誉教授（法文学部）
- 2019年-現在 - 広島修道大学法学部教授

## 研究業績[2]
著書・論文
- 『府県制成立過程の研究』 法律文化社 2010[3]
- 『松江の歴史像を探る--松江市史への序章--』 松江市教育委員会 2010
- 『日本現代法史論--近代から現代へ--』 法律文化社 2010
- 『法史学への旅立ち-さまざまな発想-』(共著) 法律文化社 1998年
- 『近代日本地方自治立法資料集成5(昭和戦前期編)』(共著) 弘文堂 1998年
- 『|明治地方制度の成立とその特徴(3)-府県制内閣原案をめぐる論争-』 島大法学 1996年
- 『近代日本地方自治立法資料集成4(大正期編)』(共著) 弘文堂 1996年
- 『事典家族』(共著) 弘文堂 1996年
- 『新版 日本史辞典』(共著) 角川書店 1996年
- 「近代日本地方行政と官僚支配の一側面-参事院及び内閣法制局裁定とその変化から-」島大法学35(4) 1992年
- 「府県会規則第七条(建議権)改正問題をめぐって-我が国における「法治国」の形成」法制史研究38 1988年
- 「明治前期の道路行政と国庫補助-明治13年太政官布告第48号と車税問題-」社会科学(同志社大学人文科学研究所)37 1986年
- 「三新法体制期の府県会制度-府県会の予算議定権を中心として」同志社法学182 1983年
- 「市制町村制、府県制・郡制の成立過程について(共著)」『近代日本地方自治立法資料集成立(明治中期編)』弘文堂52 1994年
- 「明治地方制度の成立とその特徴(2)-モッセの自治論を中心に-」 島大法学38(4) 83 1995年
- 「明治地方制度の成立とその特徴(1)-府県制の成立過程を中心に-」 島大法学38(1)1 1994年
- 『近代日本地方自治立法資料集成2(明治中期編)』(共著) 弘文堂 1994年
- 『近代日本地方自治立法資料集成3(明治後期編)』(共著) 弘文堂 1995年
- 書評:中尾敏充「一八九六(明治二九)年営業税法の制定と税務官理局官制」『近畿大学法学』『法制史研究』39-1,2/42,254
- 書評:『近現代日本の平和思想-平和憲法の思想的源流と発展』」 ミネルヴァ書房 『日本史研究』(394)89 1995年
- 山中永之佑監修、山中永之佑、中尾敏充、白石玲子、居石正和、飯塚一幸、奥村弘、馬場義弘編集『近代日本地方自治立法資料集成1(明治前期編)』弘文堂,1991年刊(共著) 1991年
- 書評:石川一三夫『近代日本の名望家と自治-名誉職制度の法社会史的研究-』」(『法制史研究』38号) 1988年
- 「丹後田辺藩裁判資料(1),(3),(5)」(同志社法学194,196,201号) 1986-1988
- 日本近代法制史研究会編『日本近代法120講』 法律文化社(共著) 1992年
- 書評:山中永之佑『近代日本の地方制度と名望家』(『日本史研究』362号) 1992年
- 書評:橋本誠-「一八七五(明治八)年土地買上規制則の成立と展開-近代公用収用法研究序説-」『阪大法学』149:150号(『法制史研究』40号) 1991年
- 書評:山田公平「明治地方自治制の成立と外国法の継受過程-フランス制度からプリシア・ドイツ制度への転換-」『法政論集(名古屋大学)』121号(『法制史研究』39号) 1990年
- 書評:熊谷開作「ワッパ騒動の民事訴訟」『龍谷法学』18-4(『法制史研究』37号) 1988年
- 書評:福島正夫編『日本近代法体制の研究』上・下、日本評論社(『日本史研究』264号) 1984年
- 「府県制の編纂と「ロエスレル氏府県郡制論」」島大法学40(4) 87 1997年
- 「明治地方制度の成立とその特徴(四)-府県制草案へのロエスレルの批判-」同志社法学49(5)231-289 1998年
- 書評:福島正夫(大島美津子編)『福島正夫著作集』第九巻-地方制度- 法制史研究(47)219-223 1998年
- 書評：村上一博「明治二五年における富山県砺波郡の衆議院議員選挙関係訴訟(上)(下)」(『法律論叢』85巻6号、86巻1号) 居石正和 法制史研究 No.:64 全:632頁 350-354頁 学術雑誌 2015年
- 「明治三二（一八九九）年府県制・郡制の改正（一）--第三回帝国議会までの改正論議--」 居石正和 『島大法学』 vol.:59 No.:1 全:159頁 1-68頁 大学・研究所等紀要 2015年
- 梅田康夫「執達吏手数料制の成立について」（『金沢法学』第４７巻第２号）」 居石正和 法制史研究No.:56 225-227頁 書評 2007年
- 山中永之佑著『日本近代地方自治制と国家』」 居石正和 日本史研究 No.:518 65-72頁 書評 2005年
- 「明治地方制度の成立とその特徴(6)--府県制編纂への新たな出発--」 居石正和 島大法学 vol.:48 No.:4 23-87頁 学術論文 2005年

報告書
- 「明治32年府県制改正過程の研究」 居石正和 科研費成果報告書(基盤研究C、課題番号：23530011) 2015年

発表等
- 「裁判所所蔵文書から見る戦前期司法の諸相--広島控訴院管内を中心に--」 明治期の法と裁判研究会(加藤高、増田修、矢野達雄、居石正和) 法制史学会第61回総会 2009年
- 「山県有朋洋行時期の府県制編纂作業について」 居石正和 法制史学会近畿部会 2005年

## 所属学会
- 法制史学会
- 比較法史学会
- 日本史研究会
- 比較家族史学会